# Дионисий (Нишлия-Попович)
Митрополит Дионисий (серб. Митрополит Дионисије, в миру Димитрий Нишлия-Попович, серб. Димитрије Нишлија-Поповић; ум. 1815, Белград) — епископ Константинопольской православной церкви, митрополит Белградский.

## Биография
Происходил из города Ниш, поэтому имел прозвище Нишлия. Был драгоманом у Рушид-паши.
В 1813 год Священным Снодом Константинопольской православной церкви назначен митрополитом Белградским, сменив бежавшего Леонтия (Ламбровича).
7 ноября 1813 года получил берат на кафедру у султана Махмуда II (1808—1839). Берат сообщал: что Дионисий был избран греческим патриархом и его Синодом, которые просили султана выдать ему берат для поставления на кафедру, что султан изучил епископские протоколы из царской казни и определил размер для Дионисия оплаты берата в 21 тысячу аспри. Берат подтверждал права Белградского митрополита управлять церквами и монастырями митрополии, руководить клиром и собирать налоги со священнослужителей и верующих.
Скончался в 1815 году в Белграде.